# Air (Agua de Annique)
Air is het debuutalbum van Agua de Annique, de band rond Anneke van Giersbergen. Het is 30 oktober 2007 uitgekomen op het label The End Records.
Begin 2007 was begonnen met de opnames - de basis van de nummers is opgenomen in Waterfront Studio's in Rotterdam, en de overdubs zijn opgenomen in The Void te Eindhoven en de privéstudio van Van Giersbergen. Het album is gemixt door Jon Anders Narum in de Eastlake Studio te Eina, Noorwegen.

## Nummers
1. Beautiful One
2. Witnesses
3. Yalin
4. Day After Yesterday
5. My Girl
6. Take Care Of Me
7. Ice Water
8. You Are Nice!
9. Trail Of Grief
10. Come Wander With Me (Jeff Alexander cover)
11. Sunken Soldiers Ball (Kristin Fjellseth cover)
12. Lost And Found
13. Asleep

## Bezetting
- Anneke van Giersbergen, zang en piano
- Rob Snijders, drums
- Joris Dirks, gitaar en zang
- Jacques de Haard, basgitaar

Gastmuzikanten:
- Kristin Fjellseth, zang
- Jeffrey Fayman, strijkarrangement
- Heleen de Witte, dwarsfluit
- Timoty Conroy, trompet